# Hans Kjeld Rasmussen
Hans Kjeld Rasmussen (ur. 10 listopada 1954 w Glostrup, zm. 2025) – duński strzelec sportowy. Złoty medalista olimpijski z Moskwy.
Specjalizował się w skeecie. Zawody w 1980 były jego drugimi igrzyskami olimpijskimi - debiutował w Montrealu. W Moskwie, pod nieobecność sportowców z niektórych krajów zachodnich, triumfował. Był medalistą mistrzostw Europy.